# Sextus Empiricus
Sextus Empiricus (græsk: Σέξτος Ἐμπειρικός; cirka 160 – cirka 210) var læge og filosof, han boede enten i Alexandria, Rom eller Athen. Hans filosofi er den mest komplette udgave af den klassiske græske og romerske skepticisme.
Traditionen fastholder, at han som læge tilhørte den empiriske skole, som hans navn hentyder til. Men to steder i hans skrifter virker det som om, Sextus placerer sig tættere på den metodiske skole, som hans filosofi også implicerer.

## Skrifter
Sextus Empiricus' tre kendte skrifter er Grundtræk af Pyrrhonism (Πυῤῥώνειοι ὑποτυπώσεις, Pyrrhōneioi hypotypōseis, og to skrifter der er bevaret under den samme titel, Imod matematikerne (Adversus Mathematicos), hvoraf det ene skrift nok er ukomplet.
De første seks bøger af Imod matematikerne (Πρὸς μαθηματικούς, Pros mathematikous) kendes normalt som Imod lærerne, men hver enkelt bog har også en traditionel titel (Imod gramatikkerne (Πρὸς γραμματικούς, Pros grammatikous; bog I), Imod rhetorikernes (Πρὸς ῥητορικούς, Pros rhetorikous; bog II), Imod geometrikerne (Πρὸς ἠθικούς, Pros ethikous; bog III), Imod aritmetikerne (Πρὸς ἀριθμητικούς, Pros arithmetikous; bog IV), Imod astrologerne (Πρὸς ἀστρολόγους, Pros astrologous; bog V), Imod musikerne (Πρὸς μουσικούς, Pros mousikous; bog VI). Det anses oftest, måske med undtagelse af Sextuseksperten Richard Bett, at dette er Sextus' mest modne værk.
Bog VII–XI of Imod matematikerne er en ukomplet helhed; forskere tror at mindst en, men muligvis op til fem bøger, mangler fra begyndelsen af dette skrift der oprindeligt havde titlen Skeptiske afhandlinger (Σκεπτικὰ Ὑπομνήματα Skeptika Hypomnēmata). De eksisterende bøger har de traditionelle titler Imod logikerne (Πρὸς λογικούς, Pros logikous; bog VII–VIII), Imod fysikerne (Πρὸς φυσικούς, Pros physikous; og IX–X), og Imod etikerne (Πρὸς ἠθικούς, Pros ethikous; bog XI). Imod matematikerne VII–XI adskilles nogle gange fra Imod matematikerne I–VI med titlen Imod dogmatikerne eller Πρὸς δογματικούς, Pros dogmatikous (og i så tilfælde er Imod logikerne bog I–II, Imod fysikerne er bog III–IV, og Imod etikerne er bog V, til trods for at man almindeligvis antager at begyndelsen af skriftet mangler og man ikke ved hvor mange bøger der er gået forud for de kendte bøger.

## Filosofi
Sextus påpegede problemer ved alle former for viden. Han tvivlede på validiteten af induktion længe før dens mest kendte kritiker David Hume, og skabte regresargumentet imod alle former for argumentation:
 Those who claim for themselves to judge the truth are bound to possess a criterion of truth. This criterion, then, either is without a judge's approval or has been approved. But if it is without approval, whence comes it that it is truthworthy? For no matter of dispute is to be trusted without judging. And, if it has been approved, that which approves it, in turn, either has been approved or has not been approved, and so on ad infinitum.

På grund af disse og andre forhindringer mod at opnå sande formodninger, foreslår Sextus Empiricus at vi skal afholde os fra at dømme om faktisk alle slags formodninger; det vil sige, vi skal hverken hævde nogen formodning som sand eller som falsk. Dette syn kendes som Pyrrhonisk skepticisme, og er forskelligt fra Akademisk skepticisme, som Karneades', der, ifølge Sextus, benægter at der overhovedet findes viden. Sextus benægtede ikke muligheden for at der kunne findes viden. Han kritiserer de akademiske skeptikeres påstand at intet kan vides, at der ikke findes nogen formodninger der kan bekræftes. I stedet foreslår Sextus at man helt opgiver formodninger; med andre ord, at man afholder sig fra at dømme om noget eller ingenting kan vides at være en bekræftet formodning. Kun hvis vi afholder os fra at dømme kan vi opnå ataraxia (mere eller mindre, 'sjælefred'), da vi kan leve helt uden formodninger og kun ud fra vanen.
Sextus tillod at vi kunne bekræfte formodninger om vores erfaring, f.eks. om vores fornemmelser eller sansninger. Det vil sige, at for en hævdelse X at jeg mærker eller sanser, så kunne det være sandt at sige "Det virker for mig at X". Men han pointerede at dette ikke medfører nogen objektiv viden om den ydre verden. Selv om jeg skulle vide at den honning jeg spiser på et tidspunkt smager sødt, så er det kun en subjektiv dom, og som sådan siger den ikke nødvendigvis noget sandt om honningen selv.
Forskere så som Myles Burnyeat, og Jonathan Barnes, and Benson Mates. støtter denne fortolkning af Sextus' filosofi. Men Michael Frede forsvarer en anden fortolkning, ifølge hvilken Sextus tillader formodninger, så længe at de ikke stammer fra fornuften, filosofien eller spekulation. En skeptiker må f.eks. godt acceptere de normale formodninger i det samfund han lever i. Den vigtige forskel mellem skeptikeren og dogmatikeren er at skeptikerne ikke har sine formodninger som et resultat af en filosofisk undersøgelse. I Imod etikerne siger Sextus direkte at "the Skeptic does not conduct his life according to philosophical theory (so far as regards this he is inactive), but as regards the non-philosophical regulation of life he is capable of desiring some things and avoiding others." (XI, 165). Så ud fra denne fortolkning må skeptikeren godt have formodninger så som at gud eksisterer eller at gud ikke eksisterer. Men han må ikke tro at disse formodninger er sande på grund af fornuftsargumenter.
Man skal også huske at med "dogme" mener Sextus "accept af noget ikke-evident" [ἄδηλος, adēlos]" (PH I, 16). Med ikke-evident mener han ting der ligger uden for fænomenerne (og derfor udenfor det som man kan bevise eller modbevise noget om), sådan som eksistensen og/eller naturen af kausalitet, tid, bevægelsen, eller sågar beviser selv. Så skeptikeren vil f.eks. tro formodningen at "Dion er i værelset", hvis sansedata og normal ræsonneren ledte frem til denne formodning. Men hvis han på den anden side ville hævde "stærkt" Dion "virkeligt" var i værelset, så ville han kunne imødegås af modsigende argumenter af en lige stor psykologisk kraft og bagefter erfare mental uro som resultat. Så pyrrhonikeren hævder ikke dommen "Dion er i værelset" på en dogmatisk måde der ville beskrive en non-evident realitet der lå uden for fænomenet [φαινόμενον, phainomenon] af Dion i værelset. Skeptikeren følger ganske enkelt fænomenet som et barn følger sin lærer. Det er af denne grund at Sextus siger at skeptikeren lever udogmatisk og følger fænomenerne og også i henhold til "en firefoldig rettesnor for livet", der omfatter naturens vejledninger, tvang eller     pathe (følelser), love og traditioner og viden om kunst og håndværk. Skeptikeren følger denne livsbane mens han afholder sig fra at dømme om den ultimative sandhed om de ikke-evidente emner der debatteres i filosofi og videnskab. (GP I, 17). Så den pyrrhoniske skeptiker er en der tror på muligvis mange ting, men som ikke er dogmatisk med disse formodninger siden han ikke har nogen ultimativ begrundelse for dem.

## Arv
Henricus Stephanus udgav en vigtig latinsk oversættelse af Sextus' værker i Geneve i 1562, I 1621 udgav Petrus og Jacobus Chouet den græske tekst.
Sextus' Grundris blev meget læst i Europa i det 16., 17. og 18. århundrede, og havde meget stor virkning på blandt andre Michel de Montaigne, David Hume, and Georg Wilhelm Friedrich Hegel. En anden kilde til Sextus' filosofi var Pierre Bayle.

### Oversættelser
Komplet oversættelse i fire bind:
- Sextus Empiricus, Sextus Empiricus I: Outlines of Pyrrhonism. R.G. Bury (trans.) (Cambridge, Mass.: Harvard University Press, 1933/2000). ISBN 0-674-99301-2
- Sextus Empiricus, Sextus Empiricus II: Against the Logicians. R.G. Bury (trans.) (Cambridge, Mass.: Harvard University Press, 1935/1997). ISBN 0-674-99321-7
- Sextus Empiricus, Sextus Empiricus III: Against the Physicists, Against the Ethicists. R.G. Bury (trans.) Cambridge, Mass.: Harvard University Press, 1936/1997. ISBN 0-674-99344-6
- Sextus Empiricus, Sextus Empiricus IV: Against the Professors. R.G. Bury (trans.) (Cambridge, Mass.: Harvard University Press, 1949/2000). ISBN 0-674-99420-5

Nyere delvise oversættelser
- Sextus Empiricus, Against the Grammarians (Adversos Mathematicos I). David Blank (trans.) Oxford: Clarendon Press, 1998. ISBN 0-19-824470-3
- Sextus Empiricus, Against the Logicians. (Adversus Mathematicos VII and VIII). Richard Bett (trans.) Cambridge: Cambridge University Press, 2005. ISBN 0-521-53195-0
- Sextus Empiricus, Against the Physicists (Adversus Mathematicos IX and X). Richard Bett (trans.) Cambridge: Cambridge University Press, 2012. ISBN 0-521-51391-X
- Sextus Empiricus, Against the Ethicists (Adversus Mathematicos XI). Richard Bett (trans.) (Oxford: Clarendon Press, 2000). ISBN 0-19-825097-5
- Sextus Empiricus, Outlines of Scepticism. Julia Annas and Jonathan Barnes (trans.) (Cambridge: Cambridge University Press, 2nd ed. 2000). ISBN 0-521-77809-3
- Sextus Empiricus, The Skeptic Way: Sextus Empiricus's Outlines of Pyrrhonism. Benson Mates (trans.) Oxford: Oxford University Press, 1996. ISBN 0-19-509213-9
- Sextus Empiricus, Selections from the Major Writings on Skepticism Man and God. Sanford G. Etheridge (trans.) Indianapolis: Hackett, 1985. ISBN 0-87220-006-X

Gammel udgave
- Sexti Empirici Adversus mathematicos, hoc est, adversus eos qui profitentur disciplinas, Gentiano Herveto Aurelio interprete, Parisiis, M. Javenem, 1569 (Vicifons).

### Sekundærlitteratur
- Annas, Julia and Barnes, Jonathan, The Modes of Scepticism: Ancient Texts and Modern Interpretations, Cambridge: Cambridge University Press, 1985). ISBN 0-521-27644-6
- Bailey, Alan, Sextus Empiricus and Pyrrhonean scepticism, Oxford: Oxford University Press, 2002. ISBN 0-19-823852-5
- Bett, Richard, Pyrrho, His Antecedents, and His Legacy, Oxford: Oxford University Press, 2000. ISBN 0-19-925661-6
- Breker, Christian, Einführender Kommentar zu Sextus Empiricus' "Grundriss der pyrrhonischen Skepsis", Mainz, 2011: electr. publication, University of Mainz. available online Arkiveret 12. januar 2022 hos  Wayback Machine (comment on Sextus Empiricus’ “Outlines of Pyrrhonism” in German language)
- Brennan, Tad, Ethics and Epistemology in Sextus Empiricus, London: Garland, 1999. ISBN 0-8153-3659-4
- Brochard, Victor, Les Sceptiques grecs (1887) reprint Paris: Librairie générale française, 2002.
- Burnyeat, Myles and Frede, Michael The Original Sceptics: A Controversy, Hackett: Indianapolis, 1997. ISBN 0-87220-347-6
- Floridi, Luciano, Sextus Empiricus: the Transmission and Recovery of Pyrrhonism, Oxford: Oxford University Press, 2002. ISBN 0-19-514671-9
- Hankinson, R.J., The Sceptics, London: Routledge, 1998. ISBN 0-415-18446-0
- Hookway, C., Scepticism, London: Routledge, 1992. ISBN 0-415-08764-3
- Jourdain, Charles, Sextus Empiricus et la philosophie scholastique, Paris: Paul Dupont, 1858.
- Janáček, Karel, Sexti Empirici indices, Firenze: Olschki, 2000.
- Janáček, Karel, Studien zu Sextus Empiricus, Diogenes Laertius und zur pyrrhonischen Skepsis. Hrsg. v. Jan Janda / Filip Karfík (= Beiträge zur Altertumskunde; Bd. 249), Berlin: de Gruyter 2008, XXI + 386 pp.
- Mates, Benson, The Skeptic Way: Sextus Empiricus's Outlines of Pyrrhonism, Oxford: Oxford University Press, 1996.
- Pappenheim Eugen, Lebensverhältnisse des Sextus Empiricus, Berlin, Nauck, 1875.
- Perin, Casey, The Demands of Reason: An Essay on Pyrrhonian Scepticism, Oxford: Oxford University Press, 2010.
- Popkin, Richard, The History of Scepticism: From Savonarola to Bayle, Oxford: Oxford University Press, 2003. ISBN 0-19-510768-3

- Vazquez, Daniel, Reason in Check: the Skepticism of Sextus Empiricus, Hermathena, 186, 2009, pp. 43–57.

## Externe referencer
- Excerpts from the "Outlines of Pyrrhonism" by Sextus Empiricus
- Sextus Empiricus and Greek Scepticism (at Project Gutenberg; includes translation of first book of the Pyrrhonic Sketches)
- The complete works of Sextus Empiricus in Greek (at Google Books).
- Sexti Empirici opera recensuit Hermannus Mutschmann, voll. 2, Lipsiae in aedibus B. G. Teubneri, 1912.